# Campo di aviazione di Gazzo
Il campo di aviazione di Gazzo fu un aeroporto d'Italia attivo dal 1918.

## Storia
Costruito nel 1917 in località  Tre Scaini nella frazione di Grossa, fu quasi subito ampliato dopo che si verificarono dei problemi per le fasi di atterraggio. Ospitò le Squadron inglesi e le squadriglie italiane da caccia del Regio Esercito.
In questa struttura hanno preso servizio alcuni assi dell'aviazione come Flaminio Avet, Aldo Bocchese, Leopoldo Eleuteri, Alessandro Resch, Arturo Ferrarin e Romeo Sartori.